# Countdown to Ecstasy
| Recensione              | Giudizio        |
| ----------------------- | --------------- |
| AllMusic                | [ 4 ]           |
| Robert Christgau        | A               |
| Sputnikmusic            | 4.0 (Excellent) |
| Piero Scaruffi          | [ 7 ]           |
| Ondarock                | [ 8 ]           |
| Dizionario del Pop-Rock | [ 9 ]           |
| 24.000 dischi           | [ 10 ]          |

Countdown to Ecstasy è il secondo album discografico del gruppo musicale statunitense degli Steely Dan, pubblicato dalla casa discografica ABC Records nel 1973.

## Tracce
Tutti i brani sono stati composti da Walter Becker e Donald Fagen.
Lato A
1. Bodhisattva – 5:16
2. Razor Boy – 4:10
3. The Boston Rag – 5:48
4. Your Gold Teeth – 6:45

Lato B
1. Show Biz Kids – 5:21
2. My Old School – 4:46
3. Pearl of the Quarter – 3:55
4. King of the World – 5:03

## Formazione
- Donald Fagen - pianoforte, pianoforte elettrico, sintetizzatore, voce principale
- Walter Becker - basso elettrico, armonica, voce
- Denny Dias - chitarra, stereo mixmaster general
- Jeff Skunk Baxter - chitarra, chitarra pedal steel
- Jim Hodder - batteria, percussioni, voce

Altri musicisti
- Victor Feldman - vibrafono, marimba, percussioni
- Ray Brown - contrabbasso (brano: Razor Boy)
- Rick Derringer - chitarra slide (brano: Show Biz Kids)
- Ben Benay - chitarra acustica
- Lanny Morgan - sassofono (brano: My Old School)
- Bill Perkins - sassofono (brano: My Old School)
- Ernie Watts - sassofono (brano: My Old School)
- John Rotella - sassofono (brano: My Old School)
- Sherlie Matthews - accompagnamento vocale, coro
- Myrna Matthews - accompagnamento vocale, coro
- Patricia Hall - accompagnamento vocale, coro
- David Palmer - accompagnamento vocale, coro
- Royce Jones - accompagnamento vocale, coro
- James Rolleston - accompagnamento vocale, coro
- Michael Fenelly - accompagnamento vocale, coro

Note aggiuntive
- Gary Katz - produttore
- Registrazioni effettuate al Village Recorder di Santa Monica (California), eccetto la parte di chitarra slide
- Roger Nichols (The Immortal) - ingegnere delle registrazioni
- Miss Natalie - assistente ingegnere delle registrazioni
- Rick Derringer (chitarra slide) ha registrato al Caribou Ranch di Nederland (Colorado)
- Ed Caraeff - fotografia
- Dotty of Hollywood - design album[14]

## Classifica
LP
| Anno | Classifica Album | Posizione raggiunta |
| ---- | ---------------- | ------------------- |
| 1973 | Billboard 200    | 35                  |

Singoli
| Anno | Titolo del brano | Classifica        | Posizione raggiunta |
| ---- | ---------------- | ----------------- | ------------------- |
| 1973 | Show Biz Kids    | Billboard Hot 100 | 61                  |
| 1973 | My Old School    | Billboard Hot 100 | 63                  |